# Škoda Favorit
Der Škoda Favorit sowie die Kombivariante Škoda Forman ist ein frontgetriebener Kompaktwagen der tschechischen Marke Škoda, der ab 1987 hergestellt wurde und die Modellreihe Škoda Typ 742 bis 1990 schrittweise ablöste. Seit 1988 wurde er in westlichen Export-Ländern angeboten, seit 1989 zunächst in kleinen Stückzahlen auch in andere Ostblock-Staaten exportiert. Er zählte neben dem Lada Samara und Lada Niwa zu den wenigen im Ostblock entwickelten Pkw, die auch nach der Wende in Deutschland relevante Marktchancen hatten.
Während des Baus änderte sich mehrfach der Unternehmensname. Unter dem Staatsbetrieb AZNP kam das Modell auf den Markt. 1990 folgte die Umbenennung in die Aktiengesellschaft Automobilový koncern Škoda und 1991 in Škoda automobilová. Das moderne frontgetriebene Modell war ausschlaggebend für die schrittweise Übernahme von Škoda-Aktien des tschechoslowakischen Staates durch die Volkswagen AG.

## Modellgeschichte
Der Favorit wurde ab März 1989 in der Bundesrepublik Deutschland und ab März 1990 in der DDR angeboten. Unter dem Namen Forman gab es ab 1990 auch eine Kombivariante.
In Deutschland standen zwei Varianten eines 4-Zylinder-OHV-Ottomotors mit je 1289 cm³ Hubraum zur Auswahl: Eine 40 kW (54 PS) leistende Ausführung sowie eine 54 PS G-KAT (60 PS U-KAT) starke Maschine. Beide basierten auf dem gleichen Motorblock. Der mit der Überarbeitung 1993 in Deutschland eingeführte 1,3i Motor mit 68 PS wies allerdings einige Änderungen auf. Diese betrafen hauptsächlich Steuerteil, Steuerzeiten, Einspritzung, die Ansaugbrücke, die Nockenwelle, Kolben und den Zylinderkopf (bessere Führung der Ansaugkanäle). In einigen Exportländern gab es auch eine 1137-cm³-Version des gleichen Motors mit 38 kW (52 PS) im Modell 115.
Nachdem die Motoren anfangs mit Vergasern bestückt waren, wurde ab 1993 ein Monomotronic-Saugrohreinspritzung verwendet. Der 54-PS-Motor war für Normalbenzin ausgelegt. Der Verbrauch lag je nach Fahrweise zwischen 6 und 7,5 Litern auf 100 km. Der überarbeitete Motor mit der Zentraleinspritzung zeichnete sich durch einen verringerten Benzinverbrauch aus, Verbrauchswerte unter 6 Liter auf 100 km waren durchaus zu erreichen. Der Motor besitzt eine untenliegende Nockenwelle (Nockenwelle seitlich im Motorblock), die über eine Steuerkette angetrieben wird. Nur die 54 PS starke Maschine war mit einem geregelten (135 LE/LSE) oder ungeregelten (135 L/LS) Katalysator ausgestattet.
Nach den ursprünglichen Plänen handelte es sich um eine geschlossene Reihe mit einer kurzen Version (781, Favorit), einer Limousine (782), einem Coupé (783), Kombi (785, Forman), Pick-up (787), Transporter (786) und Krankenwagen (788). Realisiert wurden nur die Versionen 781, 785 und 787. Im Mittleren Osten sowie in Afrika wurde zusätzlich auf Basis des Kombi eine Stufenheckvariante angeboten, dessen Kofferraum samt Heckklappe zu einer kleinen Ladefläche umgebaut werden konnte.
Die ersten Modelle waren rostanfällig, wobei der Rostbefall häufig an der Heckklappe und den hinteren Radläufen begann. Nach der 1991 vollzogenen Übernahme von Škoda durch VW kam es 1993 zu zahlreichen technischen und qualitativen Verbesserungen. Im Laufe des Modellzyklus wurden kleine Verbesserungen an der Karosserie vorgenommen, beispielsweise am Kühlergrill.
Der Favorit galt als unanfällig und robust.
Zum Ende des Jahres 1994 wurde der Favorit/Forman vom Škoda Felicia abgelöst. Einzelne Exemplare des Favorit/Forman wurden allerdings erst Anfang 1995 erstmals zugelassen.

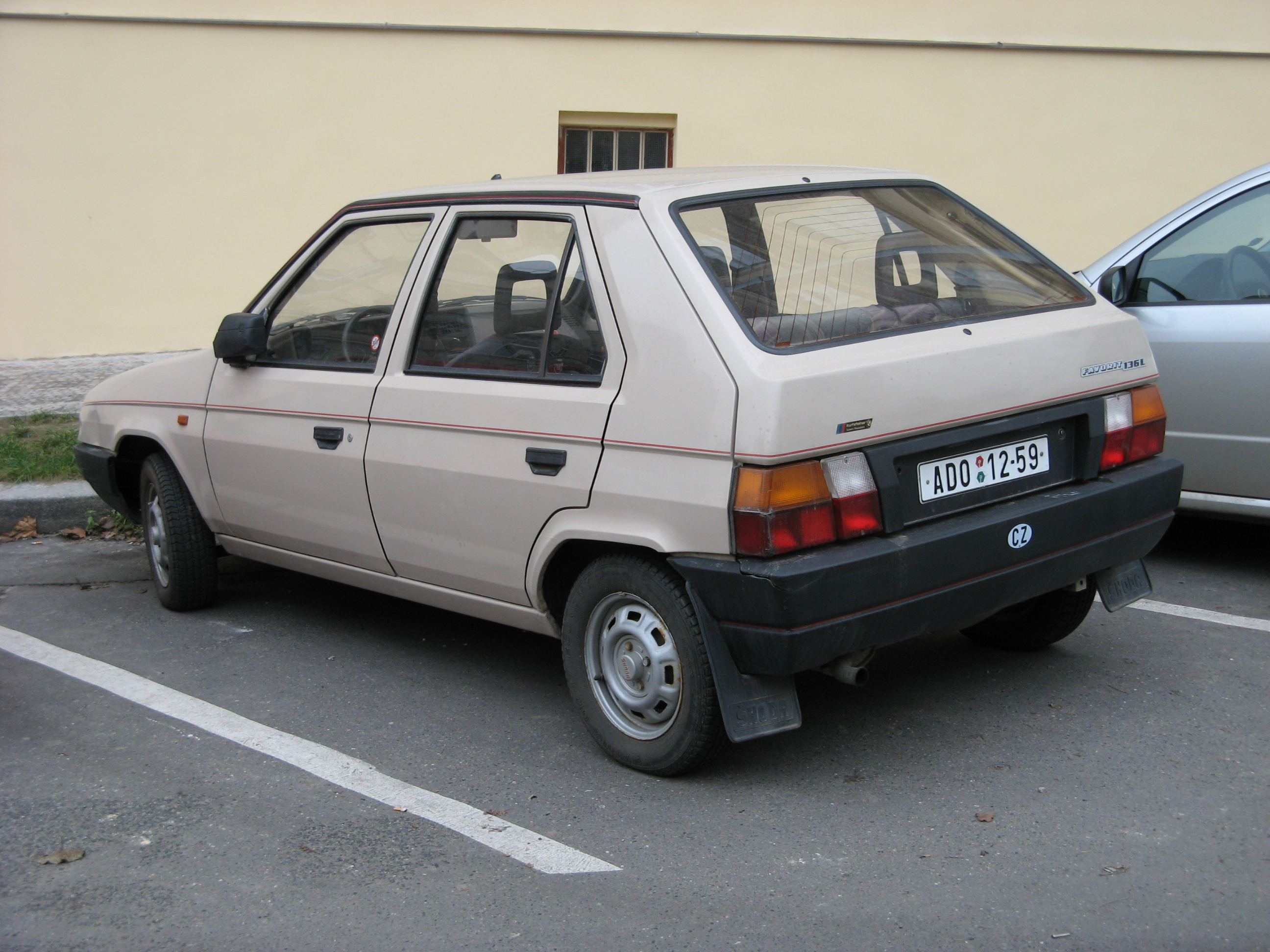
Heck des Favorit
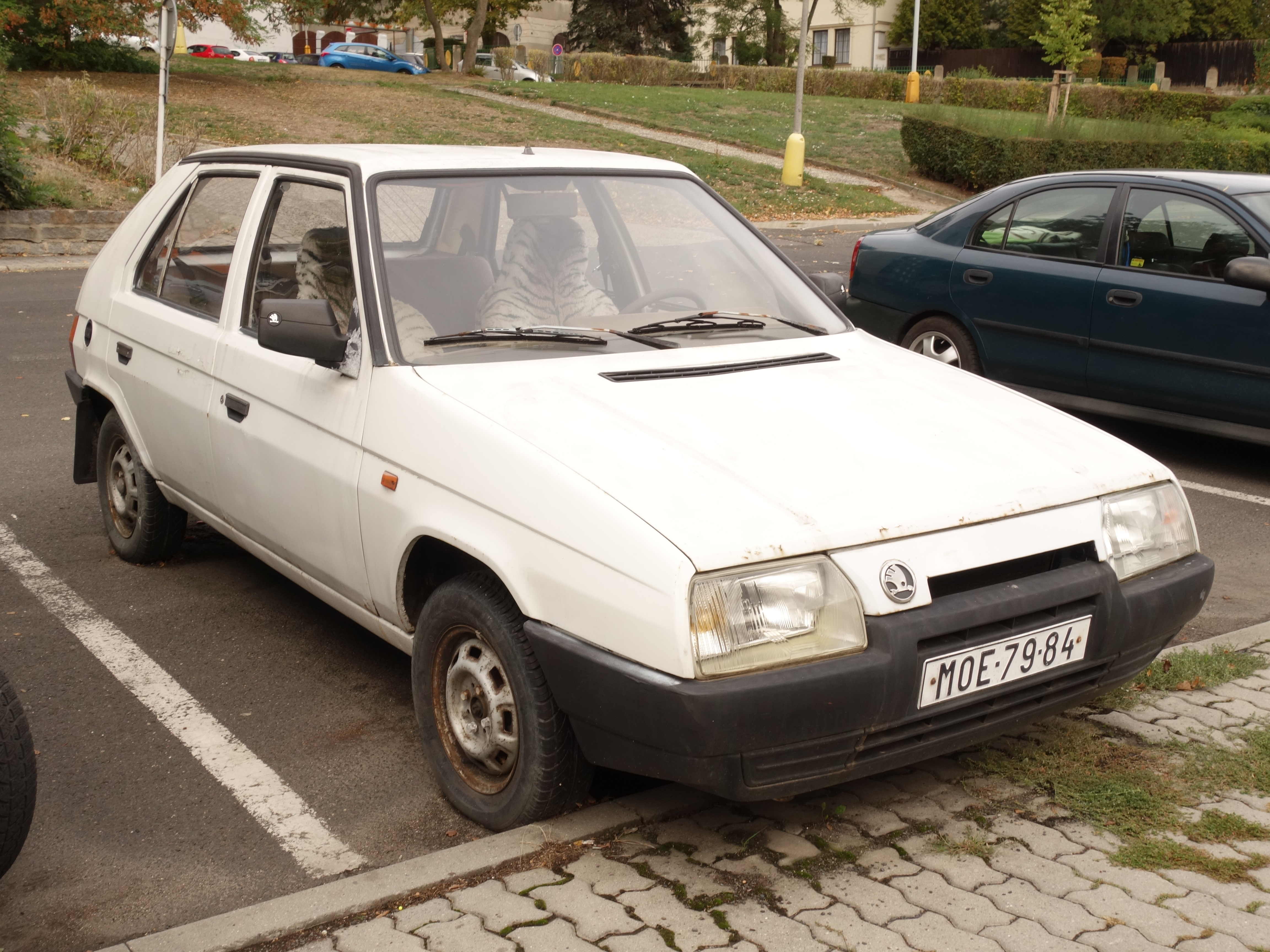
Škoda Favorit (1987–1991)
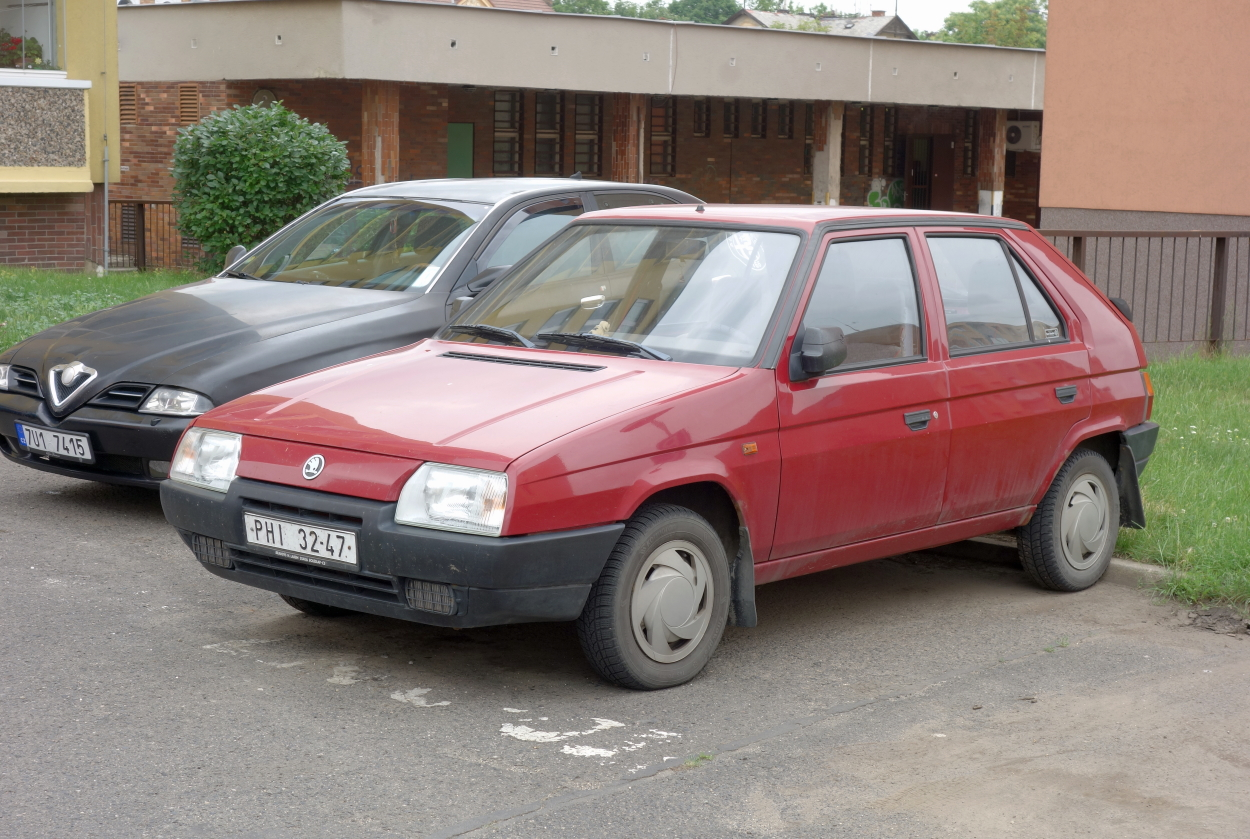
Škoda Favorit (1991–1993)
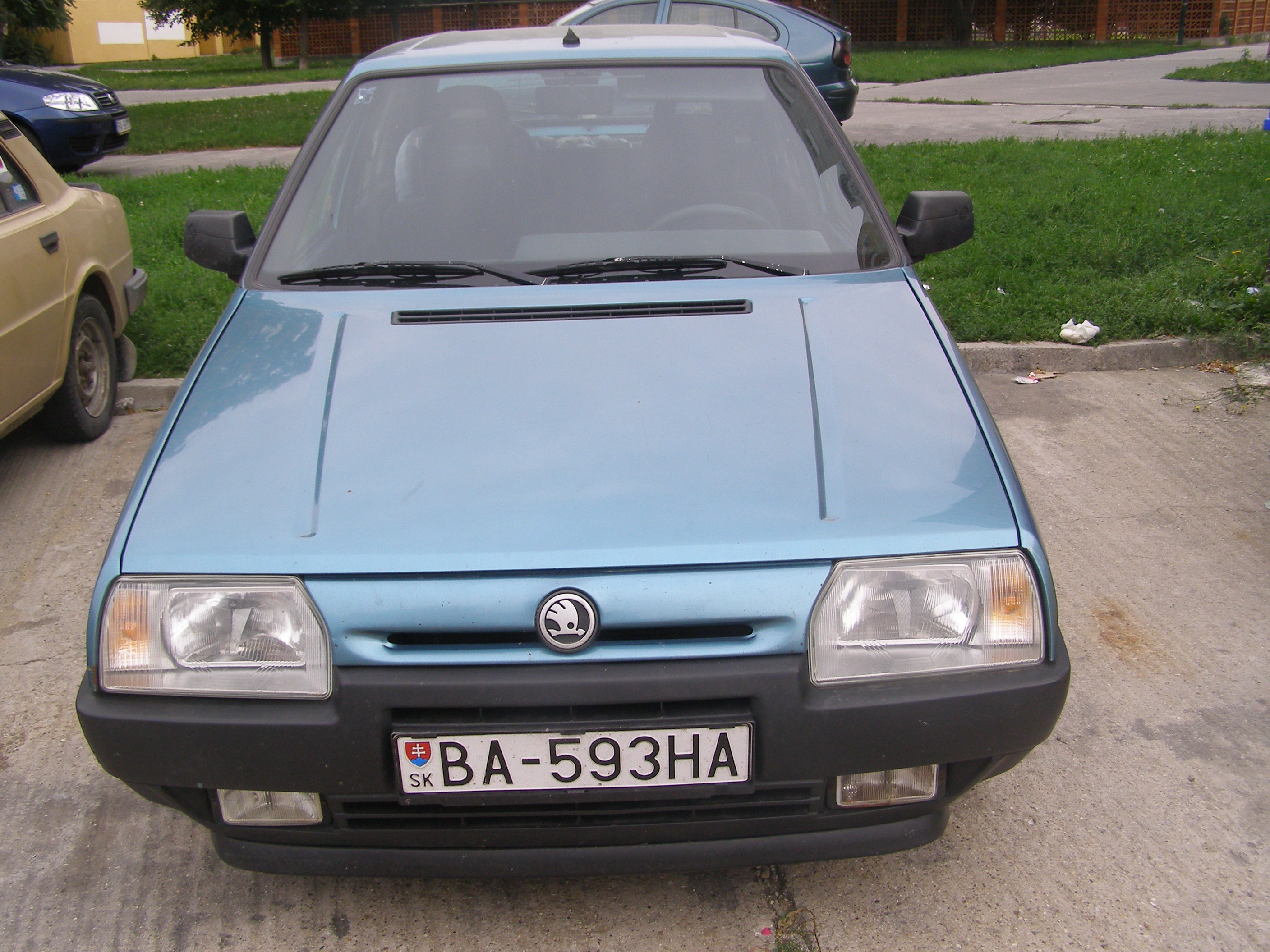
Škoda Favorit (1993–1994)
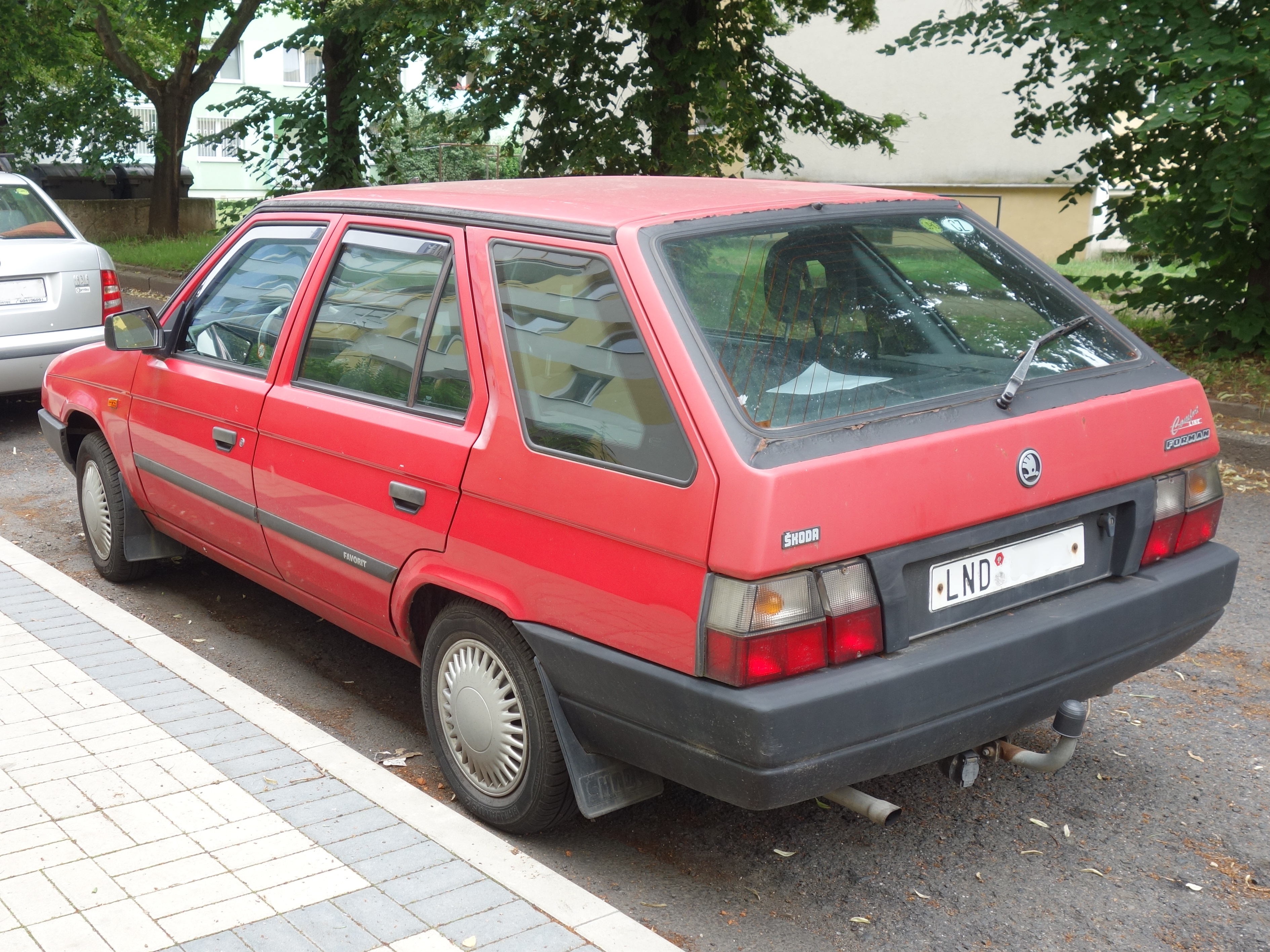
Škoda Forman
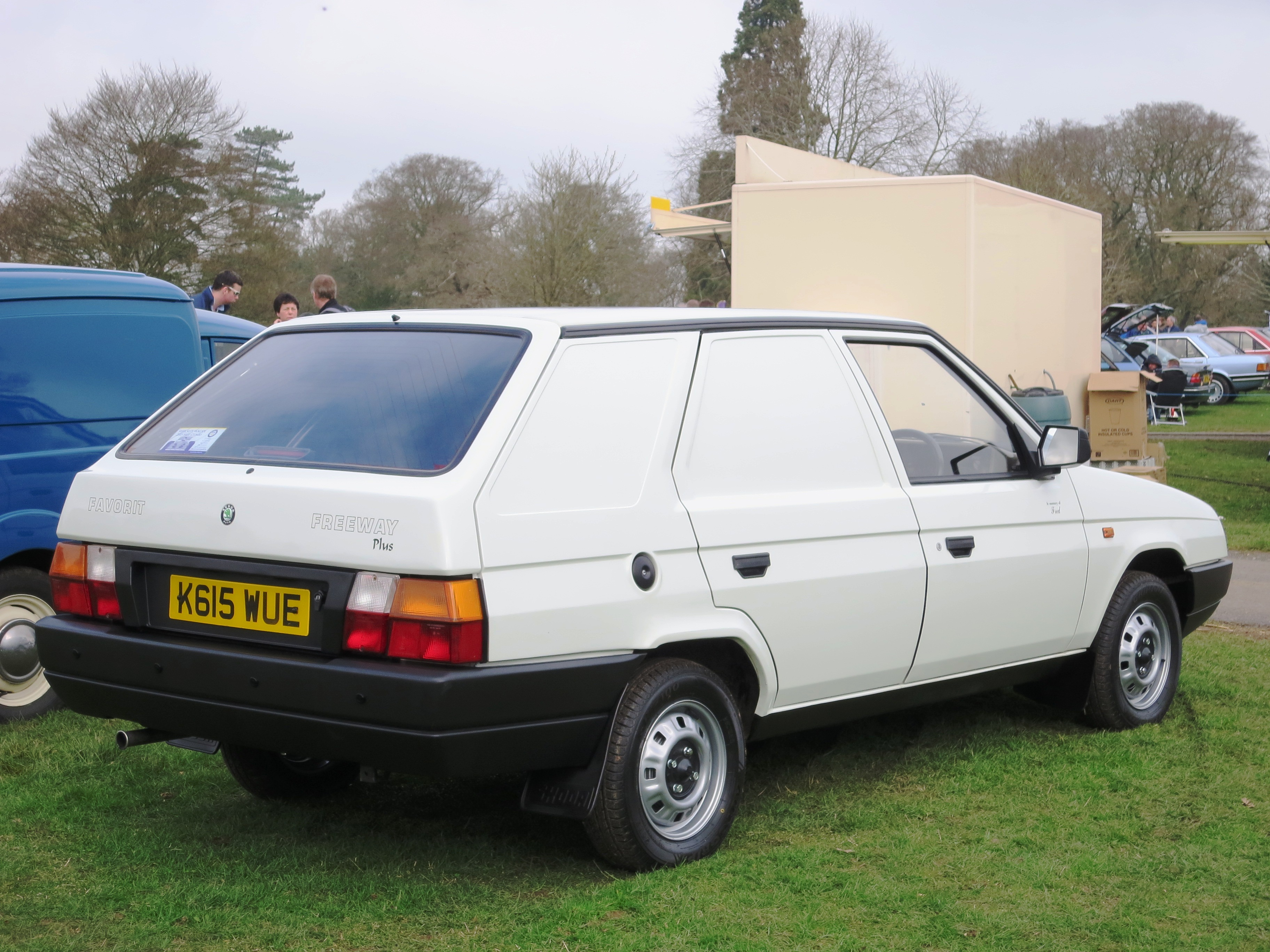
Škoda Forman Praktik (1993–1994)
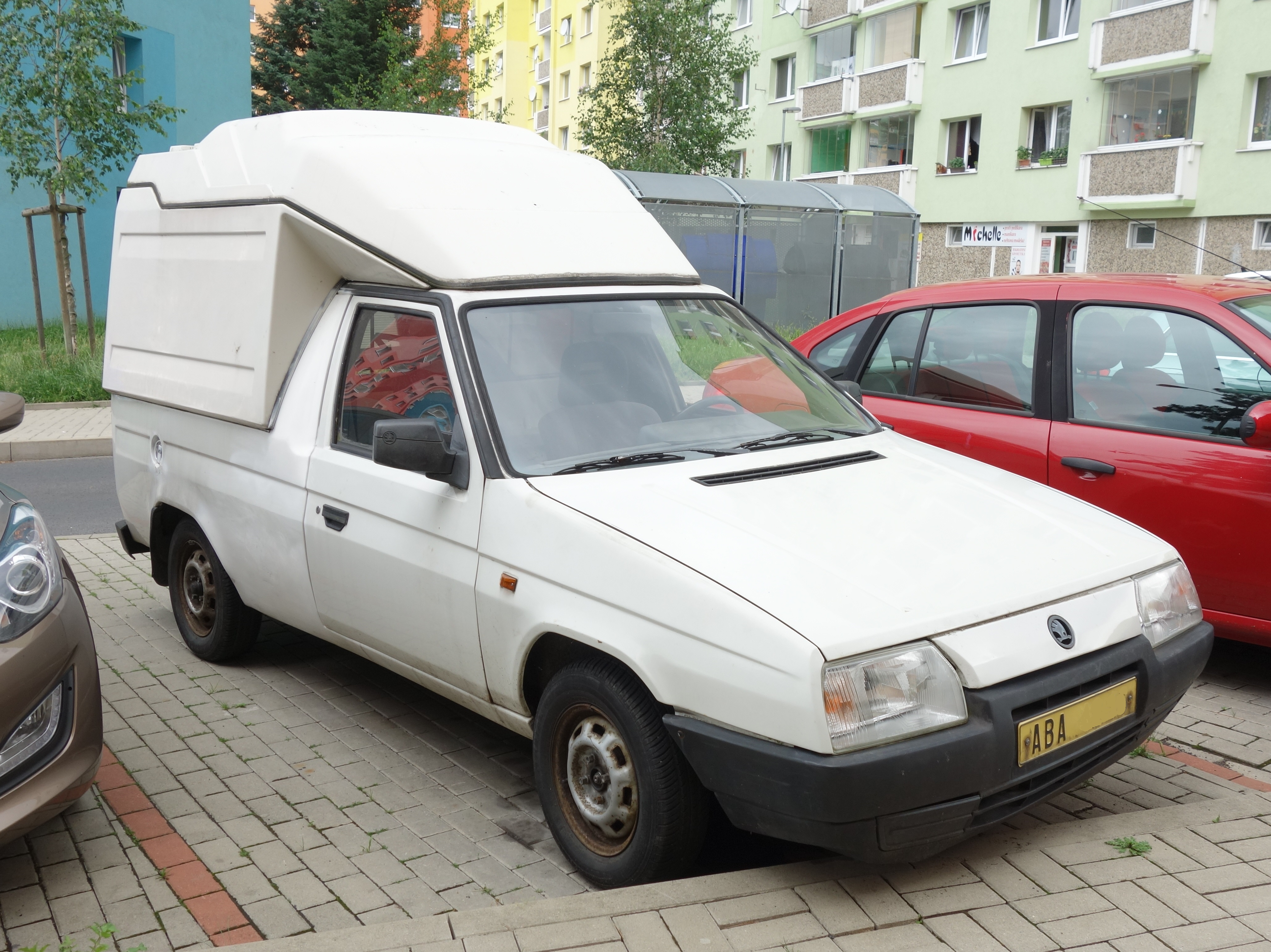
Škoda Forman Pick-up (1991–1995)
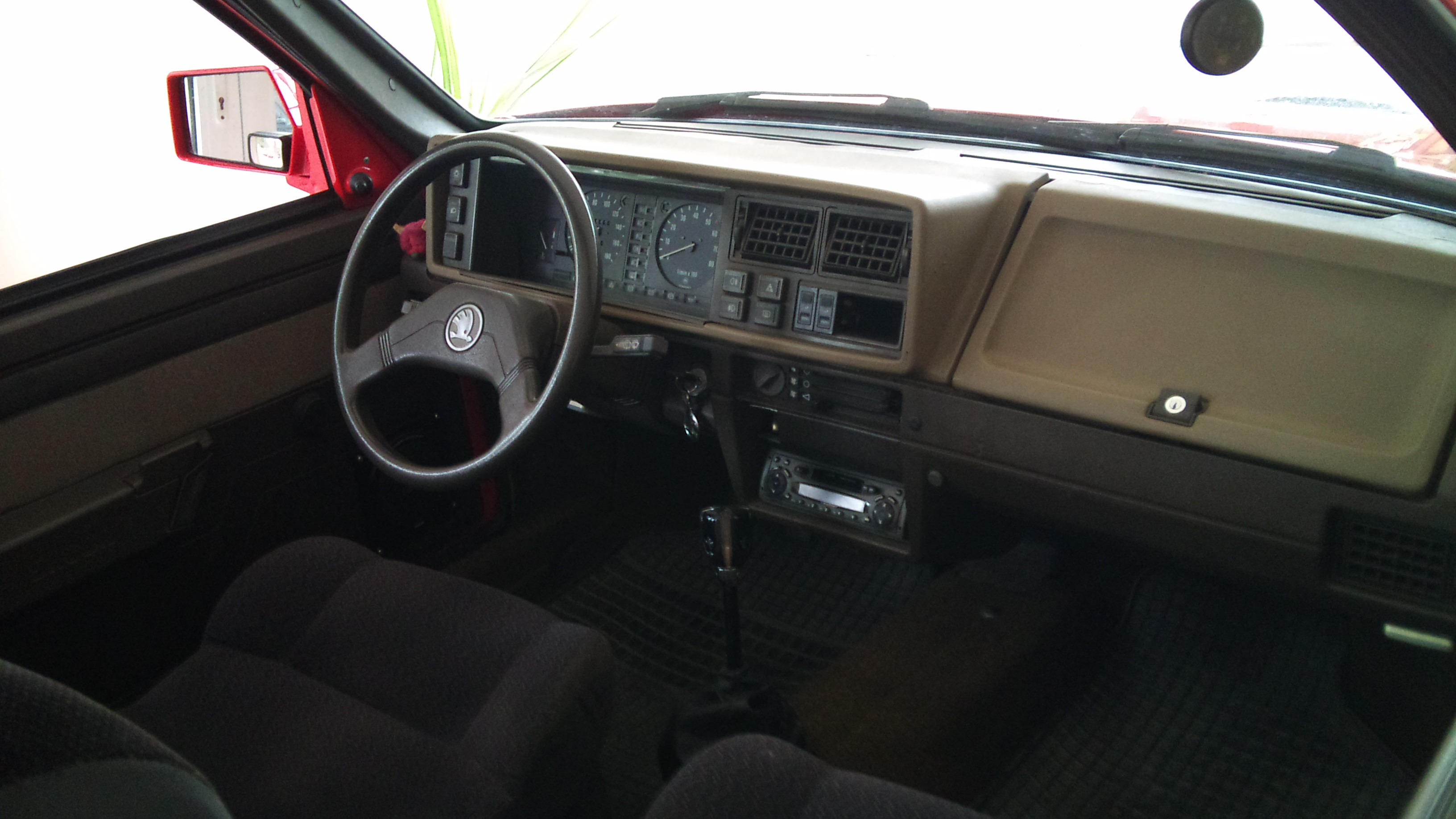
Armaturenbrett
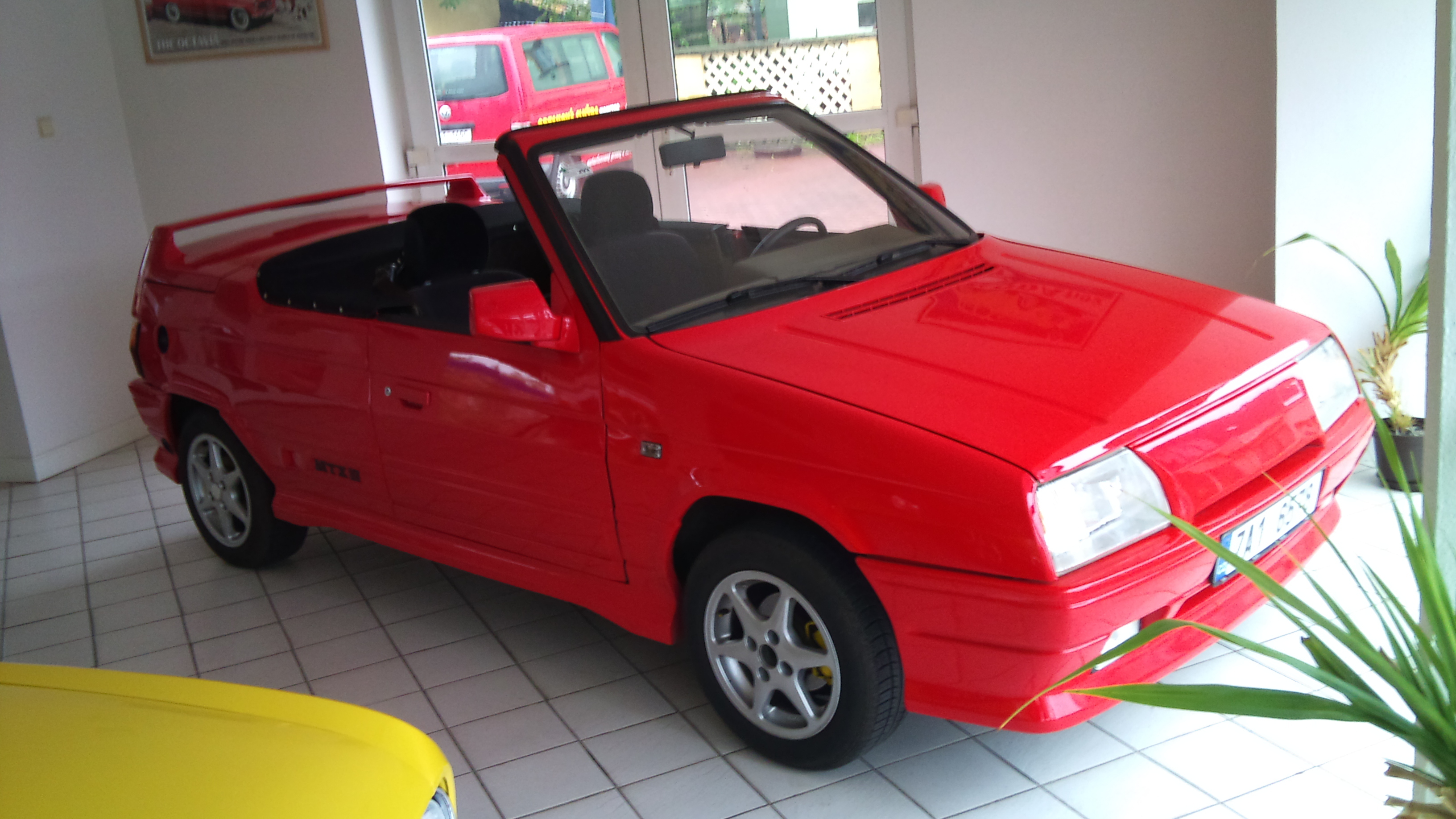
Kleinserie des Favorit als Cabrio

## Technische Daten
|                                             | 115 S/L 1             | 135 L/LS              | 135 L/LS              | 135 Le/LSe            | 135 LX/GLX            | 136 L/LS              | 136 L/LS              | 136 LXi/GLXi          |
| Bauzeitraum                                 | 1987–1991             | 1987–1994             | 1991–1994             | 1987–1993             | 1993–1994             | 1987–1991             | 1991–1993             | 1993–1994             |
| Motorkennung                                | 781.115               | 781.135               | 781.135               | 781.135               | 135B                  | 781.136               | 781.136               | 136X                  |
| Motorkenndaten                              |                       |                       |                       |                       |                       |                       |                       |                       |
| Motortyp                                    | R4-Ottomotor          | R4-Ottomotor          | R4-Ottomotor          | R4-Ottomotor          | R4-Ottomotor          | R4-Ottomotor          | R4-Ottomotor          | R4-Ottomotor          |
| Anzahl Ventile pro Zylinder                 | 2                     | 2                     | 2                     | 2                     | 2                     | 2                     | 2                     | 2                     |
| Ventilsteuerung                             | OHV, Kette            | OHV, Kette            | OHV, Kette            | OHV, Kette            | OHV, Kette            | OHV, Kette            | OHV, Kette            | OHV, Kette            |
| Gemischaufbereitung                         | Vergaser 2            | Vergaser 2            | Vergaser 2            | Vergaser 2            | Saugrohreinspritzung  | Vergaser              | Vergaser              | Zentral- einspritzung |
| Katalysator                                 | kein                  | kein                  | ungeregelt            | geregelt              | geregelt              | kein                  | kein oder ungeregelt  | geregelt              |
| Motoraufladung                              | –                     | –                     | –                     | –                     | –                     | –                     | –                     | –                     |
| Kühlung                                     | Wasserkühlung         | Wasserkühlung         | Wasserkühlung         | Wasserkühlung         | Wasserkühlung         | Wasserkühlung         | Wasserkühlung         | Wasserkühlung         |
| Bohrung × Hub                               | 75,5 mm × 63,5 mm     | 75,5 mm × 72,0 mm     | 75,5 mm × 72,0 mm     | 75,5 mm × 72,0 mm     | 75,5 mm × 72,0 mm     | 75,5 mm × 72,0 mm     | 75,5 mm × 72,0 mm     | 75,5 mm × 72,0 mm     |
| Hubraum                                     | 1137 cm³              | 1289 cm³              | 1289 cm³              | 1289 cm³              | 1289 cm³              | 1289 cm³              | 1289 cm³              | 1289 cm³              |
| Verdichtungsverhältnis                      | 8,8:1                 | 8,8:1                 | 8,8:1                 | 8,8:1                 | 8,8:1                 | 9,7:1                 | 9,7:1                 | 9,7:1                 |
| max. Leistung bei min−1                     | 38 kW (52 PS) /5200   | 43 kW (58 PS) /5000   | 42 kW (57 PS) /5000   | 40 kW (54 PS) /4800   | 40 kW (54 PS) /5000   | 46 kW (63 PS) /5000   | 50 kW (68 PS) /5500   | 50 kW (68 PS) /5500   |
| max. Drehmoment bei min−1                   | 80 Nm /4000           | 94 Nm /3000           | 94 Nm /3000           | 93 Nm /3250           | 94 Nm /3250           | 100 Nm /3000          | 105 Nm /3500          | 100 Nm /3750          |
| Kraftübertragung                            |                       |                       |                       |                       |                       |                       |                       |                       |
| Antrieb                                     | Vorderradantrieb      | Vorderradantrieb      | Vorderradantrieb      | Vorderradantrieb      | Vorderradantrieb      | Vorderradantrieb      | Vorderradantrieb      | Vorderradantrieb      |
| Getriebe                                    | 5-Gang-Schaltgetriebe | 5-Gang-Schaltgetriebe | 5-Gang-Schaltgetriebe | 5-Gang-Schaltgetriebe | 5-Gang-Schaltgetriebe | 5-Gang-Schaltgetriebe | 5-Gang-Schaltgetriebe | 5-Gang-Schaltgetriebe |
| Messwerte (Favorit)                         |                       |                       |                       |                       |                       |                       |                       |                       |
| Höchstgeschwindigkeit                       | 140 km/h              | 150 km/h              | 140 km/h              | 140 km/h              | 137 km/h              | 150 km/h              | 150 km/h              | 150 km/h              |
| Beschleunigung, 0–100 km/h                  | 17,0 s                | 14,0 s                | 16,0 s                | 17,0 s                | 17,0 s                | 14,0 s                | 13,0 s                | 13,0 s                |
| Kraftstoffverbrauch auf 100 km (kombiniert) | 7,6 l N               | 7,5 l N               | 7,9 l N               | 7,9 l N               | 7,8 l N               | 7,0 l S               | 7,4 l S               | 6,9 l S               |
| Messwerte (Forman)                          |                       |                       |                       |                       |                       |                       |                       |                       |
| Höchstgeschwindigkeit                       | –                     | 140 km/h              | 135 km/h              | 135 km/h              | 135 km/h              | –                     | 140 km/h              | 140 km/h              |
| Beschleunigung, 0–100 km/h                  | –                     | 17,0 s                | 17,0 s                | 17,0 s                | 17,0 s                | –                     | 16,0 s                | 16,0 s                |
| Kraftstoffverbrauch auf 100 km (kombiniert) | –                     | 7,9 l N               | 8,0 l N               | 8,2 l N               | 8,2 l N               | –                     | 7,7 l S               | k. A. l S             |
| Messwerte (Forman Plus)                     |                       |                       |                       |                       |                       |                       |                       |                       |
| Höchstgeschwindigkeit                       | –                     | 130 km/h              | 130 km/h              | –                     | 130 km/h              | –                     | 130 km/h              | 130 km/h              |
| Beschleunigung, 0–100 km/h                  | –                     | 17,0 s                | 17,0 s                | –                     | 17,0 s                | –                     | 16,0 s                | 16,0 s                |
| Kraftstoffverbrauch auf 100 km (kombiniert) | –                     | 8,9 l N               | 9,0 l N               | –                     | 8,6 l N               | –                     | 8,5 l S               | k. A. l S             |
| Messwerte (Pick-up, ohne Aufbau)            |                       |                       |                       |                       |                       |                       |                       |                       |
| Höchstgeschwindigkeit                       | –                     | 138 km/h              | 135 km/h              | –                     | 130 km/h              | –                     | 138 km/h              | 138 km/h              |
| Beschleunigung, 0–100 km/h                  | –                     | 15,0 s                | 16,0 s                | –                     | 16,0 s                | –                     | 14,0 s                | 14,0 s                |
| Kraftstoffverbrauch auf 100 km (kombiniert) | –                     | 7,9 l N               | 7,9 l N               | –                     | 8,3 l N               | –                     | 8,5 l S               | k. A. l S             |

Bemerkungen:
- Die Verfügbarkeit der Motoren war von Modell, Ausstattung und Markt abhängig.
- Die Motoren sind nicht für E10-Kraftstoff geeignet.[2]

## Produktionszahlen Škoda Favorit
Gesamtproduktion Fahrzeuge von 1987 bis 1994
| Jahr | 1987 | 1988   | 1989    | 1990 | 1991   | 1992    | 1993    | 1994   | Summe |
| ---- | ---- | ------ | ------- | ---- | ------ | ------- | ------- | ------ | ----- |
|      | 171  | 21.363 | 100.293 | ?    | 93.475 | 118.714 | 127.101 | 74.776 |       |

Produktionszahlen: 787.167 Fünftürer, 219.254 Kombis, 70.900 Pick-up.